# Strada statale 395 del Passo di Cerro
La ex strada statale 395 del Passo di Cerro (SS 395), ora strada regionale 395 del Passo di Cerro (SR 395), è una strada regionale italiana che si snoda in Umbria.

## Percorso
La strada ha origine a Spoleto innestandosi sulla strada statale 3 Via Flaminia e inizia a salire di quota varcando le montagne che sovrastano la città spoletina ad est alla Forca di Cerro (728 m s.l.m.). Il percorso prosegue quindi verso la Valnerina innestandosi sulla strada statale 685 delle Tre Valli Umbre (prima parte della ex strada statale 209 Valnerina), nei pressi di Piedipaterno.
In seguito al decreto legislativo n. 112 del 1998, dal 2001 la gestione è passata dall'ANAS alla Regione Umbria che ha poi ulteriormente devoluto le competenze alla Provincia di Perugia, mantenendone comunque la titolarità.